# Out There (película de 1995)
Out There es una película estadounidense de comedia y ciencia ficción de 1995, dirigida por Sam Irvin, escrita por Thomas Strelich y Alison Nigh, musicalizada por Frankie Blue y Deborah Holland, en la fotografía estuvo Gary Tieche, los protagonistas son Billy Campbell, Wendy Schaal y Rod Steiger, entre otros. El filme fue realizado por IRS Media y Showtime Networks; se estrenó el 19 de noviembre de 1995.

## Sinopsis
Un fotógrafo que ganó el Premio Pulitzer es echado de su trabajo porque sus fotos no llamaban la atención. Luego de adquirir una cámara antigua en una venta de garaje, ve que tiene un rollo sin revelar, hay unas fotos de una abducción extraterrestre. En el momento que hace públicas las tomas, se entera su exjefe, el gobierno y una mujer que piensa que el capturado es su padre.